# Hollenlauf
Der Hollenlauf ist eine Laufveranstaltung in der Stadt Schmallenberg im Ortsteil Bödefeld. Es wurden Strecken über 13 km, 21 km, 42 km, 67 km und 101 km und seit dem Jahr 2016 Strecken von 14 bis 111 km angeboten. Der 15. Bödefelder Hollenlauf wurde am 24. und 25. Mai 2019 ausgetragen.

## Die Strecken
Die Läufe finden im Sauerland überwiegend auf Waldwegen und Naturpfaden statt und können daher als Trailläufe gelten. Die Strecken sind als Wendepunktstrecke angelegt, so dass alle Läufer sich im Vorbeilaufen einmal begegnen. Außerdem können sich die Teilnehmer an den zuerst erreichten Wendepunkten für eine längere oder kürzere Strecke entscheiden.
Alle ausgeschriebenen Strecken haben ein, für deutsche Mittelgebirgsläufe, sehr anspruchsvolles Höhenprofil von bis zu 2200 hm auf den 101 km. Das ist einer der Gründe, warum der Hollenlauf 2012 Teil der Deutschen Meisterschaft der DUV im Ultratrail war.

## Geschichte
Der Hollenlauf wird seit 2006 jährlich ausgetragen. 2013 gab es erstmals über 1000 Anmeldungen. Im Jahr 2014 beteiligten sich 1251 Sportler. Im Jahr 2015 fand nur der Hollenmarsch statt, aus organisatorischen Gründen fiel der Hollenlauf aus. 2017 beteiligten sich 1472 Sportler, davon finishen 1229 Teilnehmer die anspruchsvollen Distanzen. Im folgenden Jahr gab es einen neuen Teilnehmerrekord. 1614 Sportler beteiligten im Jahr 2018. Ein Jahr später wurde erstmals die Marke von mehr als 2000 Teilnehmern geknackt. 2019 starteten insgesamt 2014 Läufer und Wanderer auf den unterschiedlichen Strecken.

### Sieger des Ultramarathon 2006–2019
In den Jahren 2006 bis 2014 und 2018, 2019 über 101 Kilometer und in den Jahren 2016 und 2017 über 111 Kilometer.
| Jahr | Finisher    | Siegerin            | (hh:mm:ss) | Sieger            | (hh:mm:ss) |
| ---- | ----------- | ------------------- | ---------- | ----------------- | ---------- |
| 2006 | 42          | Birgit Bruder       | 10:06:58   | Uwe Mende         | 08:39:32   |
| 2007 | Ausgefallen |                     |            |                   |            |
| 2008 | 61          | Irene Bendhiba      | 11:23:19   | Michael Lorenz    | 08:36:53   |
| 2009 | 67          | Tanja Niggemann     | 11:57:34   | Frank Hardenack   | 07:46:29   |
| 2010 | 45          | Angela Höfle        | 12:43:36   | Frank Hardenack   | 08:26:19   |
| 2011 | 60          | Elke Dörnfeld       | 11:19:33   | Frank Hardenack   | 08:09:44   |
| 2012 | 45          | Ursula Kaufmann     | 12:31:38   | Pieter Mans       | 09:03:40   |
| 2013 | 79          | Kristina Tille      | 09:49:17   | Oliver Schoiber   | 08:58:12   |
| 2014 | 95          | Marion Braun        | 10:04:59   | Manuel Tuna       | 08:25:02   |
| 2015 | Ausgefallen |                     |            |                   |            |
| 2016 | 30          | Simone Durry        | 12:09:08   | Maximilian Hunold | 11:46:36   |
| 2017 | 28          | Simone Durry        | 12:03:56   | Burkhard Weber    | 11:50:14   |
| 2018 | 33          | Gabriele Kenkenberg | 11:07:00   | Julio Costa       | 10:54:48   |
| 2019 | 40          | Nicole Frenzl       | 11:14:38   | Christoph Meier   | 10:21:17   |

## Der Hollenmarsch
Bereits seit 2004 existiert der Hollenmarsch, bei dem zunächst die 101-km-Strecke im Mittelpunkt stand. Er ist eine der wenigen Distanzmarsch- bzw. Ultra-Walking-Veranstaltungen über 100 und mehr Kilometer in Deutschland. Seit seinem Bestehen wurde der Hollenmarsch um kürzere Märsche und die beschriebenen Laufstrecken des Hollenlaufs erweitert. 2015 fand nur der Hollenmarsch ohne den Hollenlauf statt.